# Грібельшид
Грібельшид (нім. Griebelschied) — громада в Німеччині, розташована в землі Рейнланд-Пфальц. Входить до складу району Біркенфельд. Складова частина об'єднання громад Геррштайн.
Площа — 4,19 км2. Населення становить 181 ос. (станом на 31 грудня 2020).